# إنفيرنيس (مسيسيبي)
إنفيرنيس (بالإنجليزية: Inverness, Mississippi) هي بلدة تقع في مقاطعة صنفلور (ميسيسيبي) بولاية مسيسيبي في الولايات المتحدة. تبلغ مساحتها 3.7 (كم²)، وترتفع عن سطح البحر 37 م، بلغ عدد سكانها 1153 نسمة في عام 2000 حسب إحصاء مكتب تعداد الولايات المتحدة وتصل الكثافة السكانية فيها 309 نسمة/كم2.

## التركيبة السكانية
حدّد مكتب تعداد الولايات المتحدة بيانات التركيبة السكانية لإنفيرنيس في تعداد الولايات المتحدة. في ما يلي، التركيبة السكانية حسب تعدادي 2000 و2010.

### تعداد عام 2000
بلغ عدد سكان إنفيرنيس 1,153 نسمة بحسب تعداد عام 2000، وبلغ عدد الأسر 411 أسرة وعدد العائلات 312 عائلة مقيمة في البلدة. في حين سجلت الكثافة السكانية 309.1 نسمة لكل كيلومتر مربع (800.6/ميل2). وبلغ عدد الوحدات السكنية 432 وحدة بمتوسط كثافة قدره 115.8 لكل كيلومتر مربع (299.9/ميل2).
وتوزع التركيب العرقي للبلدة بنسبة 39.64% من البيض و59.41% من الأمريكيين الأفارقة و0.78% من الأمريكيين ذوي الأصول الآسيوية و0.17% من عرقين مختلطين أو أكثر و1.13% من الهسبانيون أو اللاتينيون من أي عرق.
بلغ عدد الأسر 411 أسرة كانت نسبة 40.4% منها لديها أطفال تحت سن الثامنة عشر تعيش معهم، وبلغت نسبة الأزواج القاطنين مع بعضهم البعض 46.2% من أصل المجموع الكلي للأسر، ونسبة 24.6% من الأسر كان لديها معيلات من الإناث دون وجود شريك، بينما كانت نسبة 5.1% من الأسر لديها معيلون من الذكور دون وجود شريكة وكانت نسبة 24.1% من غير العائلات. تألفت نسبة 22.4% من أصل جميع الأسر من عدة أفراد يعيشون في نفس المنزل ونسبة 12.2% كانت تتألف من شخص يعيش بمفرده يبلغ من العمر 65 عاماً أو أكثر. وبلغ متوسط حجم الأسرة المعيشية 2.81، أما متوسط حجم العائلات فبلغ 3.28.
بلغ العمر الوسطي للسكان 34.4 عاماً. وكانت نسبة 27.6% من القاطنين تحت سن الثامنة عشر، وكانت نسبة 10.8% بين الثامنة عشر والرابعة والعشرين عاماً، ونسبة 24.8% كانت واقعةً في الفئة العمرية ما بين الخامسة والعشرين والرابعة والأربعين عاماً، ونسبة 21.9% كانت ما بين الخامسة والأربعين والرابعة والستين، ونسبة 14.9% كانت ضمن فئة الخامسة والستين عاماً فما فوق. يوجد لكل 100 أنثى 86.0 ذكر، ويوجد لكل 100 أنثى في الثامنة عشر من عمرها فما فوق 82.3 ذكر.
بلغ متوسط دخل الأسرة في البلدة 27,500 دولارًا، أما متوسط دخل العائلة فبلغ 31,912 دولارًا. وكان متوسط دخل الذكور 26,429 دولارًا مقابل 19,000 دولارًا للإناث. وسجل دخل الفرد الخاص بالبلدة 12,050 دولارًا. وكانت نسبة 26.6% من العائلات ونسبة 34% من السكان تحت خط الفقر، وكان من هؤلاء نسبة 40.4% تحت سن الثامنة عشر ونسبة 39.3% في الخامسة والستين من العمر وما فوق.

### تعداد عام 2010
بلغ عدد سكان إنفيرنيس 1,019 نسمة بحسب تعداد عام 2010، وبلغ عدد الأسر 391 أسرة وعدد العائلات 264 عائلة مقيمة في البلدة. في حين سجلت الكثافة السكانية 273.2 نسمة لكل كيلومتر مربع (707.6/ميل2). وبلغ عدد الوحدات السكنية 416 وحدة بمتوسط كثافة قدره 111.5 لكل كيلومتر مربع (288.8/ميل2).
وتوزع التركيب العرقي للبلدة بنسبة 48.09% من البيض و50.74% من الأمريكيين الأفارقة و0.20% من الأمريكيين الأصليين و0.79% من الأمريكيين ذوي الأصول الآسيوية و0.20% من عرقين مختلطين أو أكثر و0.69% من الهسبانيون أو اللاتينيون من أي عرق.
بلغ عدد الأسر 391 أسرة كانت نسبة 37.3% منها لديها أطفال تحت سن الثامنة عشر تعيش معهم، وبلغت نسبة الأزواج القاطنين مع بعضهم البعض 39.9% من أصل المجموع الكلي للأسر، ونسبة 23.5% من الأسر كان لديها معيلات من الإناث دون وجود شريك، بينما كانت نسبة 4.1% من الأسر لديها معيلون من الذكور دون وجود شريكة وكانت نسبة 32.5% من غير العائلات. تألفت نسبة 29.9% من أصل جميع الأسر من عدة أفراد يعيشون في نفس المنزل ونسبة 13.3% كانت تتألف من شخص يعيش بمفرده يبلغ من العمر 65 عاماً أو أكثر. وبلغ متوسط حجم الأسرة المعيشية 2.61، أما متوسط حجم العائلات فبلغ 3.23.
بلغ العمر الوسطي للسكان 37.0 عاماً. وكانت نسبة 26.9% من القاطنين تحت سن الثامنة عشر، وكانت نسبة 8.8% بين الثامنة عشر والرابعة والعشرين عاماً، ونسبة 24.1% كانت واقعةً في الفئة العمرية ما بين الخامسة والعشرين والرابعة والأربعين عاماً، ونسبة 24.7% كانت ما بين الخامسة والأربعين والرابعة والستين، ونسبة 15.4% كانت ضمن فئة الخامسة والستين عاماً فما فوق. وتوزع التركيب الجنسي للسكان بنسبة 45.7% ذكور و54.3% إناث.

## أعلام
- نوريس توماس
- ليتل ميلتون

## وصلات خارجية
- The US50 - Cities and Towns in Mississippi State
- Mississippi Cities and Towns, Facts, Map, Flag, Colleges, Government, and More